# EXistenZ
De Canadese speelfilm eXistenZ is een bioscoopfilm uit 1999, geregisseerd door David Cronenberg. De hoofdrol was voor Jennifer Jason Leigh.
In de Verenigde Staten bracht de film $ 2.856.712 op.

## Verhaal
Allegra Geller (Jennifer Jason Leigh) is een van de bekendste computerspelontwerpers ter wereld. Haar nieuwste "virtual reality"-spel eXistenZ wordt uitgetest op een groep vrijwilligers in wat lijkt op een kerk. Om het spel te spelen, moeten de spelers een "pod" (een organische variant van een spelcontroller) inpluggen in hun "bio-port", een opening die chirurgisch is aangebracht onderaan hun ruggenwervel.
Zover komt het niet, want ze wordt aangevallen door een fanaticus met een bizar ogend halforganisch pistool dat niet is opgemerkt door de beveiliging. Uit angst voor verdere aanvallen vlucht ze samen met marketingtrainee Ted Pikul (Jude Law), die plotseling is aangewezen als haar bodyguard.
Haar pod is beschadigd geraakt tijdens de aanval, en ze moet Ted zover zien te krijgen dat hij een bio-port laat implanteren bij zichzelf om met haar het spel te kunnen spelen. Dit is de enige manier om erachter te komen of haar pod nog "leeft" en of de versie van het spel dat zich op haar pod bevindt nog werkt. Het blijkt dat die versie tevens de enige versie van het spel is.
Ted laat zich een bio-port aanmeten bij Gas (Willem Dafoe), de wat excentrieke pompbediende.
Daarna bezoeken ze een oude bekende van Allegra: Kiri Vinokur (Ian Holm) die haar pod kan genezen.
In een bizar avontuur gaan vervolgens virtuele werkelijkheid en echte werkelijkheid zodanig door elkaar lopen dat het onmogelijk wordt die twee nog uit elkaar te houden. Onduidelijk is ook of zij hun eigen wil volgen of het spelscenario doorlopen.

## Rolverdeling
| Acteur                | Personage                 |
| --------------------- | ------------------------- |
| Jennifer Jason Leigh  | Allegra Geller            |
| Jude Law              | Ted Pikul                 |
| Ian Holm              | Kiri Vinokur              |
| Willem Dafoe          | Gas                       |
| Don McKellar          | Yevgeny Nourish           |
| Callum Keith Rennie   | Hugo Carlaw               |
| Christopher Eccleston | Leider seminar            |
| Sarah Polley          | Merle                     |
| Robert A. Silverman   | D'Arcy Nader              |
| Oscar Hsu             | Chinese ober              |
| Kris Lemche           | Noel Dichter              |
| Vik Sahay             | Mannelijke assistent      |
| Kirsten Johnson       | Vrouwelijke assistent     |
| James Kirchner        | Landry                    |
| Balázs Koós           | Mannelijke vrijwilliger   |
| Stephanie Belding     | Vrouwelijke vrijwilliger  |
| Gerry Quigley         | Arbeider forellenkwekerij |

## Nominaties en prijzen
1999 Filmfestival van BerlijnGewonnen: Zilveren Beer voor David Cronenberg:Genomineerd voor Gouden Beer)
1999 Amsterdam Fantastic Film FestivalGewonnen: Silver Scream voor David Cronenberg
2000 Genie AwardsGewonnen: "Best Achievement in Editing" voor Ronald Sanders
Genomineerd: "Best Achievement in Art Direction/Production Design" Carol Spier, Elinor Rose Galbraith
Genomineerd: "Best Motion Picture" David Cronenberg, Robert Lantos, Andras Hamori
2000 Golden Reel AwardsGenomineerd: "Best Sound Editing in a Foreign Feature" David Evans, Wayne Griffin, Mark Gingras, John Laing, Tom Bjelic, Paul Shikata
2000 Saturn AwardsGenomineerd: "Best Science Fiction Film"

## Achtergrond en filosofie
- In de film komen meerdere ingebedde werkelijkheden voor. Het einde van de film is in die zin open: hoeveel lagen van werkelijkheid zijn er eigenlijk?
- De virtuele wereld van het spel eXistenZ komt aardig overeen met die van computergames uit einde jaren 1980 / begin jaren 1990. Sommige personages/spelkarakters blijven kleine handelingen herhalen totdat ze een bepaalde "trigger" wordt aangereikt (een bepaalde zin of handeling). Ook het kleine aantal bewoners van de virtuele wereld is een hint in die richting, net als het feit dat bepaalde locaties onlogisch dicht bij elkaar liggen, zoals het Chinese restaurant dat naast de forellenkwekerij ligt (in een computerspel is dat juist handig).
- Al vroeg in het verhaal, wanneer Allegra en Ted nog maar net op de vlucht zijn, wordt de werkelijkheid al in twijfel getrokken: bij de benzinepomp zien ze een klein draakje.
- Het uittesten van het spel gebeurt in een kerk: het computerspel heeft wellicht de plaats van God ingenomen. Religie = "zich (opnieuw) verbinden met": de personages gaan een symbiotische binding aan met elkaar, met hun pods en met eXistenZ.
- De existentiële thematiek van eXistenZ wordt vaak vergeleken met die van The Matrix (wat is realiteit, en is er wel zoveel verschil tussen werkelijkheid en fictie?). Beide films kwamen uit in 1999, maar waar The Matrix een van de best bezochte films van het jaar werd, trok eXistenZ nauwelijks bezoekers.
- Andere thema's: psychose (de "game urge", de aandrang die de hoofdrolspelers telkens voelen om bepaalde dingen te doen, dingen die de plot blijken te ondersteunen) en daarmee het thema "vrije wil" (bestaat die wel?)
- Andere films die dergelijke thema's behandelen zijn Abre los ojos, The Lawnmower Man, The Thirteenth Floor, Total Recall, Tron, The Truman Show, Vanilla Sky, Avalon en Cronenbergs eerdere films Videodrome en Naked Lunch.

## Trivia
- Andras Hamori en Robert Lantos, twee van oorsprong Hongaarse producenten van de film, hebben een woordgrap in de titel verstopt: "isten" is Hongaars voor "God". Daarom worden de X en Z met hoofdletters geschreven, om "isten" op te laten vallen.